# Eevee
Eevee (イーブイ?, Ībui) è un Pokémon appartenente alla prima generazione. Ideato dal team di designer della Game Freak e fissato nel suo aspetto finale da Ken Sugimori, Eevee fa la sua prima apparizione nel 1996 nei videogiochi Pokémon Rosso e Blu. Compare inoltre in tutti i titoli successivi, in videogiochi spin-off, nella serie televisiva anime, nel Pokémon Trading Card Game e nel merchandising derivato dalla serie.
Eevee costituisce uno dei Pokémon più popolari del franchise. È la mascotte di copertina del videogioco Pokémon: Let's Go, Eevee! ed è diventato nel 2018 la mascotte del franchise insieme a Pikachu. Il Pokémon appare inoltre nel film live action Pokémon: Detective Pikachu.
Nel contesto del franchise, Eevee è un Pokémon di stadio base di tipo Normale. Il suo numero identificativo Pokédex è 133. Si evolve in otto specie differenti: Vaporeon, Jolteon, Flareon, Espeon, Umbreon, Leafeon, Glaceon o Sylveon. L'evoluzione è determinata dalla pietra evolutiva utilizzata o dall'affetto del Pokémon.
L'allenatore Gary Oak ha posseduto un esemplare del Pokémon. Il protagonista di Pokémon - La grande avventura, Rosso, ha posseduto un Eevee che, a causa di esperimenti effettuati dal Team Rocket, era in grado di evolversi in una delle tre evoluzioni del Pokémon della prima generazione e di ritornare allo stato base. Anche Vera, Serena e Suiren hanno posseduto un esemplare di Eevee.

## Descrizione
Nella versione beta di Pokémon Rosso e Blu il suo nome era "Eon". Le forme evolute di Eevee sono spesso denominate dai fan dei Pokémon "Eeveelutions". Il termine è stato in seguito usato ufficialmente nel Pokémon Trading Card Game.
È un Pokémon molto raro. Il suo codice genetico è molto instabile e si adatta rapidamente all'habitat naturale in cui vive, consentendogli di evolversi in molteplici forme in base agli stimoli che riceve, come le condizioni ambientali o le pietre elementali. 
Eevee si evolve in Vaporeon usando la Pietraidrica, in Jolteon usando la Pietratuono o in Flareon usando la Pietrafocaia. Quando la sua felicità è pari o superiore ai 220 punti si evolve in Espeon, durante il giorno, o in Umbreon, durante la notte. Si evolve in Leafeon o in Glaceon quando sale di livello nei pressi rispettivamente della Roccia Muschio o della Roccia Ghiaccio. Si evolve in Sylveon tramite Poké io&te se possiede almeno una mossa di tipo Folletto.

## Apparizioni

### Videogiochi
Nei videogiochi Pokémon Rosso e Blu, Pokémon Giallo e Pokémon Rosso Fuoco e Verde Foglia un esemplare di Eevee è disponibile in cima a Villazzurra, situata nella città di Azzurropoli. Nella versione Gialla è inoltre il Pokémon iniziale di Blu.
In Pokémon Oro e Argento, Pokémon Cristallo e Pokémon Oro HeartGold e Argento SoulSilver è possibile ottenere un Eevee da Bill a Fiordoropoli. In questi titoli, ad eccezione di Cristallo, è inoltre possibile ottenerlo in cambio di 6666 gettoni presso il casinò di Azzurropoli.
Nei titoli della quarta generazione, Pokémon Diamante e Perla e in Pokémon Platino è possibile riceverne un esemplare a Cuoripoli da Bebe. Nei primi due è disponibile solamente dopo aver ricevuto il Pokédex Nazionale. È possibile inoltre catturarlo all'interno del Giardino Trofeo.
Nei videogiochi Pokémon Nero 2 e Bianco 2 è disponibile ad Austropoli.
In Pokémon X e Y è presente lungo il Percorso 10, oltre ad essere ottenibile nel Safari Amici. In questi titoli è inoltre possibile ricevere un esemplare di Eevee catturato nel Giardino Trofeo.
Eevee è uno dei Pokémon iniziali in Pokémon Mystery Dungeon: Squadra rossa e Squadra blu, Pokémon Mystery Dungeon: Esploratori del cielo, e l'unico disponibile in Pokémon XD: Tempesta Oscura, Pokémon Conquest e Pokémon: Let's Go, Eevee!. In Pokémon Ranger: Ombre su Almia è presente a Portena.

### Anime
Eevee appare per la prima volta nel corso dell'episodio L'importante non è vincere.
L'allenatore Gary Oak possiede un esemplare del Pokémon che sconfiggerà il Pikachu di Ash Ketchum in Una nuova partenza. Nell'episodio Blackout il Pokémon di Gary Oak viene mostrato già evoluto in Umbreon.
Anche Vera ottiene un uovo di Eevee in Gli Allevatori di Uova di Pokémon che si schiuderà nel corso dell'episodio Il ciondolo magico. Quando Ash incontra l'allenatrice nella regione di Sinnoh, nel corso di Uno strano ristorante, si scopre che il Pokémon si è evoluto a Nevepoli in Glaceon.
L'allenatrice Serena ha catturato un esemplare di Eevee nella regione di Kalos, in seguito evolutosi in Sylveon.
Un ulteriore esemplare del Pokémon è stato catturato da Suiren nella regione di Alola.
Eevee e le sue evoluzioni compaiono nel cortometraggio Eevee e i suoi amici.

### Manga
Nel manga Pokémon - La grande avventura Rosso possiede un esemplare di Eevee (soprannominato Vee) che, a causa di esperimenti effettuati dal Team Rocket, è in grado di evolversi in Vaporeon, Jolteon, Flareon e di ritornare poi allo stato base. Una volta evolutosi in Espeon, Vee perde la capacità di mutare la sua specie.